# Eudorella abyssi
Eudorella abyssi is een zeekommasoort uit de familie van de Leuconidae. De wetenschappelijke naam van de soort is voor het eerst geldig gepubliceerd in 1887 door Sars.